# ラ・フォルナリーナ
『ラ・フォルナリーナ』（伊: La fornarina）は、1518年から1519年の間に制作されたイタリアの盛期ルネサンスの巨匠、ラファエロによる絵画である。ローマにあるバルベリーニ宮殿の国立古典絵画館に所蔵されている。
本作は1520年の画家の死後、アトリエに残され、助手のジュリオ・ロマーノによって修正されて売却された可能性がある。
モデルの女性は伝統的に、ラファエロのローマ出身の恋人であるフォルナリーナ（パン屋の娘）のマルゲリータ・ルーティと同一視されているが、このことは懐疑的に見られている。本作はまた、特定の女性の肖像ではなく、ラファエロの「美人画」の解釈であると同時に遊女の描写であると主張することも可能である。さらに、モデルが誰であるかについての別の解釈によると、人物は魔女として見なされている。

## 概要

### 絵画の概要
絵画は、下腹部を隠すために薄いベールを纏った裸体の女性を描いており、左胸を半分覆っているのが見られる。彼女は黒髪に青と黄色のターバンを被っており、厚い赤い布が脚と股間を覆っている。滑らかな肌、完璧な身体のプロポーション、そして微かにピンク色の頬を持ち、人物は健康的に見える。目は左を向いており、彼女は愉し気な微笑みを浮かべている。フォルナリーナはまた、画家の署名である「Raphael Vrbinas (ラファエル・ウルビヌス)」が記された腕章を身に着けている。

### 技術的分析
X線分析によると、背景には愛と情熱の女神であるヴィーナスにとって神聖なギンバイカの茂みの代わりに、元来はレオナルド・ダ・ヴィンチ様式の風景があった。女性の左手中指に本来あったが塗りつぶされたルビーの指輪は、ラファエロと女性の間に秘密の結婚があったのではないかという憶測を引き起こした。

## 人物の特定

### 美人画
ジョアナ・ウッズ・マーデンは、本作の主題を美人画であると見る選択をし、作品は理想的な美しさを表現したものであると説明している。この解釈をするなら、鑑賞者は女性がラファエロの恋人ではなく、売春婦、または単に画家の個人的な美の表現であると想定することになる。この解釈では人物は単に裸体の女性（売春婦）、または「裸体の半ヴィーナス像」として見なされる。どちらの解釈を取るにしても美の感覚を暗示していることとなる。女性が無名の裸体の売春婦であるならば、彼女はラファエロの目を捕らえ、その全体の肖像画を制作するようにラファエロを誘発するのに十分なくらい美しかったに違いない。女性が「裸体の半ヴィーナス」であるならば、彼女はこれまでに存在した中で最も美しい女神の表現である。彼女は愛、美、欲望、そして究極的にはセックスの権化である。ルネサンス時代、美は裸体と等しい概念であった。女性が裸体であれば、芸術家、そして最終的には鑑賞者を魅了し、性的に刺激していたのである。本作のモデルは『クニドスのヴィーナス』を彷彿とさせるポーズを取っており、鑑賞者にその裸体を見せて、薄い布の後ろに何が隠れているか想像するように促している。『クニドスのヴィーナス』のポーズは裸体であるヴィーナスの古代の彫刻に触発されているが、その胸と股間は手および薄い布で覆われている。ラファエロはモデルの女性の胸を大きくし、乳首を固そうにし、さらに彼女に誘惑的かつ恥ずかしそうな視線で鑑賞者を見つめさせることで、女性をより危険な存在にしている。

### ラファエロの恋人

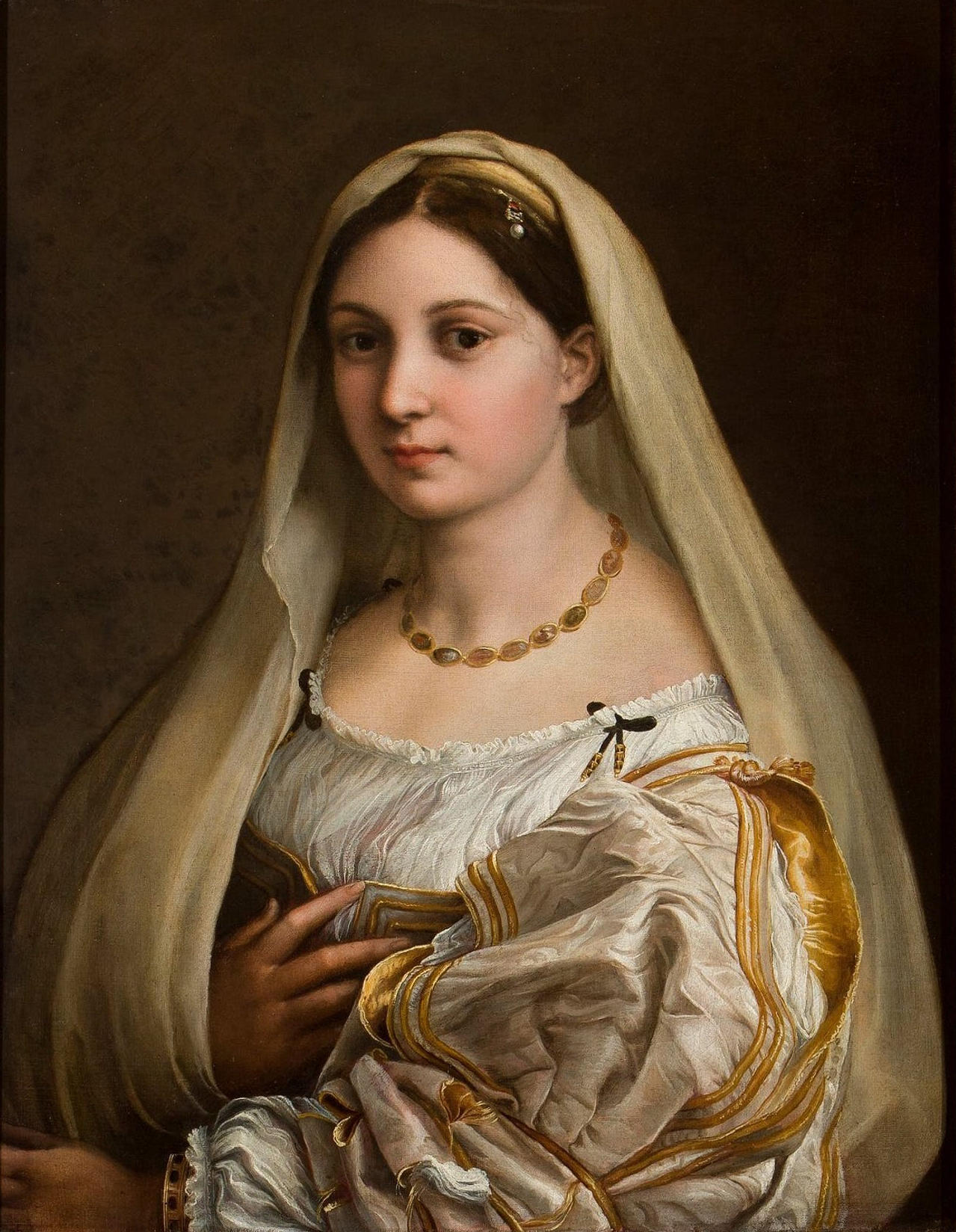
ラファエロ『ヴェールを被る婦人の肖像』1516年頃、パラティーナ美術館 (フィレンツェ)

女性の特定化に関する別の解釈では、彼女はマルゲリータという名前のラファエロの恋人であると想定している。彼女の父親はパン屋だったので、彼女に「ラ・フォルナリーナ (パン屋の娘)」のニックネームが付いた。ジョルジョ・ヴァザーリによると、マルゲリータはラファエロが訪れてくるたびに結婚することを拒否したとされている。女性はラファエロの女神であり、ラファエロの多くの絵画の人物として登場した。彼女は富に関連する物を身に着けていることが示され、画家とのロマンチックな関係が想定される。その金色の腕章は「ラファエル・ウルビナス」と署名され、左手の薬指にある指輪はラファエロがフォルナリーナを自身の所有物のように表していると見ることができる。しかし、彼女は結局ラファエロのもとを去った。彼女が去ったとき、ラファエロは絶望に陥り、もはや絵画を描くことができなかったと言われており、教皇レオ1０世とラファエロの最も著名な後援者の一人、アゴスティーノ・キージはフォルナリーナに消えてもらうために彼女を探しに行った。教皇レオ10世は、ラファエロはフォルナリーナに夢中になっているだけで、実際には恋をしておらず、彼女がいなくなれば、ラファエロはまた自身の芸術に目を向けるだろうと信じていた。教皇は彼女に消えてもらうように金銭を提供し、彼女は受け入れた。後にラファエロはキージに助けを求め、キージに見られている間は自身の絵画に集中することを約束した。キージはフォルナリーナを連れずに戻ってきて、キージ自身の肖像画が完成したら、フォルナリーナはラファエロのもとに戻るという偽の手紙を持ってきた。専門家は、この話の信憑性については意見が分かれている。

### 乳癌
鑑賞者からやや離れた位置にある、左乳房上の右手が癌性乳房腫瘍を露わにしているということが示唆されている。モデルの位置を考慮しても、2つの胸の違いが識別できる。右乳房は完全に整い、バランスのいい乳房として認識される。そして、健康に見える皮膚と正常に見える乳輪に目立たない乳首を伴っている。鑑賞者は、彼女の位置により左乳房をよりよく見ることができるため、右乳房には表われていないであろう問題の部分を特定できる。左乳房の側面を見ると、乳房の下縁の窪みにより左乳房が拡大および変形していることがわかるのである。窪みは乳房の形状の端のところから始っている。腫瘍は女性の脇の下から胸の下半分に沿って内側に伸びており、右手の人差し指のすぐ上のところで最も肥大しているのが見られる。癌の可能性があるさらなる証拠は、右乳房の健康的なピンクの色調に対する左乳房の皮膚の青みがかった色合いである。この色合いは窪みと疑わしい腫瘍の部分で最も顕著であるが、そのわずか上と下の部分で乳房の残りの部分にまで広がっている。別の癌性腫瘍らしき兆候は、脇の下のリンパ節が肥大した結果として左腕が腫れていることである。リンパ節の腫大と腫れは、一度転移すると癌診断の兆候となる可能性がある。

### 魔女としてのフォルナリーナ
ミュリエル・シーガル氏の著書『描かれた女性 (Painted Ladies) 』では、フォルナリーナは魔女を表しているという理論を提出している。著者によると、本作が描かれた期間中、「フォルナリーナ＝パン屋の娘」は、女性の父親が実際にパン屋であることを表したのではなく、悪意のある魔女を表す言葉であった。シェイクスピアの演劇、『ハムレット』に登場する人物、オフィーリアとして暗に表されている女神は、人食いフクロウの女神であったと言われている。フクロウの女神は劇中では特定されていないが、おそらく地獄に由来するものである。この時代には、魔女は魔術を用いた悪魔の使いとして見られていた。シーガルは魔女としてのフォルナリーナは子供よりも黒猫が好きだったと述べているが、当時このことは一般的に信じられてはいなかった。ほとんどの魔女の第一の目標は結婚して子孫を残すことだったからである。シーガルの解釈は、モデルの女性自身が魔女であり、魔女の一般的な描写ではないと信じている点で、「美人」の主題とは異なっている。ヤーコプ・ブルクハルトは魔女の技を善でも悪でもないと分析しており、魔女は顧客の願望により薬や呪文を提供することで、自分たちが暮らしていくために魔術を行ったとしている。本作のフォルナリーナの身体的特徴は、当時、描かれた他の女性像とはまったく異なっている。彼女は豊満な身体描写（たっぷりとした唇、豊かな胸、大きな腰など）でより健康的に見える。シーガルは、この身体描写はラファエロが他の画家が描いた霊のような華奢な身体を嫌っていたからだと述べている。

### 性的な作品
もう一つの理論は、フォルナリーナは実際には娼婦であり、ラファエロの恋人ではなかったというものである。しかし、女性の腕章にあるラファエロの「署名」は、ラファエロが女性を愛していたことを意味している可能性があり、おそらく女性に対して自身の所有権を感じていたのである。絵画中の女性の姿は半裸体で、ほのめかすような笑顔をしており、ほとんど「ここにやって来た」ばかりのように見える。左胸上のわずかに開いた右手の配置は、彼女の乳首と胸のかなりの部分を露わにしている。彼女は、鑑賞者に近づくよう誘惑するため鑑賞者をからかっているようである。柔らかな表情は、モデルと鑑賞者の間に親密な感覚を与える。彼女はうつろな表情ではなく、裕福な女性の肖像画のように鑑賞者の目を凝視しているわけでもなく、通りすがりの知人のように半分笑顔で鑑賞者の方を向いている。人物は頭部に黄色いスカーフを被っているが、これはルネサンス期には女性が娼婦であることを暗示していた。黄色いスカーフは、「不誠実な女性」が着用する必要なアイテムであったのである。娼婦たちは芸術家のために喜んで衣服を脱いだが、そのことによりルネサンス期の裸体芸術作品の多くを触発することになった。女性は頭部に黄色いスカーフを被っていれば、起訴されることなく裸体を見せることができたからである。遊女はルネサンス期からヨーロッパの文化で広く一般的であったが、その存在と描写は、遊女を描いた古典的な著作の理想に基づいて人々が性的関係を探求するための一つの方法となった。

## 関連作品
- 『ヴェールを被る婦人の肖像』、同じモデルを描いたラファエロの絵画